# Karl-Heinz Knörzer
Karl-Heinz Knörzer (* 28. April 1920; † 4. Mai 2009) war ein deutscher Gymnasiallehrer und Archäobotaniker.

## Leben und Wirken
Knörzer wurde 1958 an der Universität zu Köln mit einem pflanzensoziologischen Arbeit, Die Pflanzengesellschaften der Wälder im nördlichen Rheinland zwischen Niers und Nieder-Rhein und experimentelle Untersuchungen über den Einfluß einiger Baum-Arten auf ihre Krautschicht, promoviert. Er wurde als Biologielehrer am Quirinus-Gymnasium in Neuss tätig.
Als 1960 im Aushub der Grabung des Römerlagers Neuss-Grimlinghausen verkohlte Pflanzenreste auffielen, erklärte er sich bereit, neben seinem Beruf die Pflanzenreste zu bestimmen. Mit der Untersuchung verkohlter oder unter feuchten Bedingungen konservierten Pflanzenresten erschloss er der rheinischen Archäologie frühzeitig eine neuartige Fundgattung, die Aussagen zu Ernährung, Handelsbeziehungen, Anbau-, Ernte- und Konservierungstechniken und Umweltgeschichte der ausgegrabenen Fundorte ermöglicht. Dem anfänglichen Schwerpunkt auf den großen römischen Ausgrabungen im Rheinland folgten später Projekte von der Frühgeschichte bis zum Mittelalter; der linksrheinische Braunkohlentagebau und durch ihn erforderlich gewordene Rettungsgrabungen, etwa auf der Aldenhovener Platte in Langweiler 2 und 9, führten dabei zu einem Schwerpunkt in der Jungsteinzeit.
Mehr als 100 Veröffentlichungen Knörzers zu aus archäologischen Grabungen stammenden Pflanzenresten „haben das Rheinland zu einer der best erforschten archäobotanischen Landschaften der Welt gemacht. Die nationale und internationale Anerkennung, die er genoss, ist umso bemerkenswerter, als dass er nebenberuflich forschte“. 1993 erschien in der vom Landschaftsverband Rheinland herausgegebenen Reihe Archaeo-Physika eine Festschrift für Knörzer (7000 Jahre bäuerliche Landschaft: Entstehung, Erforschung, Erhaltung). Wenige Monate vor seinem Tod wurde die seine Ergebnisse zusammenfassende Geschichte der synanthropen Flora im Niederrheingebiet – Pflanzenfunde aus archäologischen Ausgrabungen mit einem vollständigen Katalog aller 274 Fundstellen aus dem Rheinland publiziert.

## Ehrungen
- Bundesverdienstkreuz am Bande (13. Mai 1977)[2]
- Umweltschutzpreis der Stadt Neuss (1982)
- Ehrendoktor der Philosophischen Fakultät der Universität zu Köln (1995)[3]

## Schriften
- Untersuchungen subfossiler pflanzlicher Großreste im Rheinland (= Bonner Jahrbücher. Beihefte. 23 = Archaeo-Physika. 2). Böhlau, Köln u. a. 1967.
- mit Walter Janssen: Die frühmittelalterliche Niederungsburg bei Haus Meer, Stadt Meerbusch, Kreis Grevenbroich. 2. Vorbericht (= Schriftenreihe des Kreises Grevenbroich. 8, ZDB-ID 547371-8). Kreisverwaltung Grevenbroich, Grevenbroich 1970.
- Römerzeitliche Pflanzenfunde aus Xanten (= Archaeo-Physika. 11). Rheinland-Verlag u. a., Köln 1981, ISBN 3-7927-0598-2.
- mit Renate Gerlach, Jutta Meurers-Balke, Arie J. Kalis, Ursula Tegtmeier, Wolf D. Becker, Antonius Jürgens: PflanzenSpuren. Archäobotanik im Rheinland: Agrarlandschaft und Nutzpflanzen im Wandel der Zeiten (= Materialien zur Bodendenkmalpflege im Rheinland. 10). Rheinland-Verlag u. a., Köln u. a. 1999, ISBN 3-7927-1715-8.
- mit Jutta Meurers-Balke: Die frühholozäne Flora des Rheintales bei Neuss und der Erftaue bei Hombroich (= Decheniana-Beihefte. 38). Naturhistorischer Verein der Rheinlande und Westfalens, Bonn 1999.
- Geschichte der synanthropen Flora im Niederrheingebiet. Pflanzenfunde aus archäologischen Ausgrabungen (= Rheinische Ausgrabungen. 61). von Zabern, Mainz 2009, ISBN 978-3-8053-3958-2.